# Bronislav Schwarz
Bronislav Schwarz (ur. 7 października 1966 w Brnie) – czeski polityk, samorządowiec i policjant, lider partii Severočeši.cz, parlamentarzysta.

## Życiorys
Ukończył Wyższą Szkołę Wojskową w Koszycach i Akademię Wojskową w Brnie. Do 1993 był żołnierzem zawodowym. Następnie przez kilkanaście lat pracował w policji, dochodząc do stanowiska komendanta w mieście Most. Okresowo prowadził również własną działalność gospodarczą.
W 2008 zaangażował się w działalność polityczną regionalnej partii Severočeši.cz (od 2009 jako wiceprzewodniczący). W tym samym roku został posłem do sejmiku kraju usteckiego, a w 2010 radnym miasta Lom. W 2010 kandydował także bez powodzenia do parlamentu z ramienia komitetu wyborczego, który założyła Jana Bobošíková. W wyborach w 2013 został natomiast wybrany na deputowanego do Izby Poselskiej z ramienia ugrupowania ANO 2011. W październiku 2013 objął przywództwo w partii Severočeši.cz; jego wybór został unieważniony w 2016, ostatecznie pozostał jednak na tej funkcji.